# تشيت أتكينز
تشيستر بيرتون «تشيت» أتكينز (بالإنجليزية: Chet Atkins) (20 يونيو 1924 – 30 يونيو 2001) هو موسيقار ومغنى وكاتب أغاني وملحن ومنتج أسطوانات أمريكي وابتكر أحد أصناف الكانتري الذي عرف باسم موسيقى ناشفيل، إلى جانب أوين برادلي وبوب فيرغسون وآخرين، التي أدخل الأوركسترا الوترية والموسيقى الناعمة ليوسع جماهيرية موسيقى الكانتري إلى محبي موسيقى البوب. وكان معروفاً كعازف غيتار في المقام الأول، ولكنه عزف أيضاً على الكمان والبانجو واليوكيليلي.
واستلهم أتكينز أسلوبه في النقر على الإيتار من المغني ميرل ترافيس. كما تأثر بعازفين آخرين مثل جانغو راينهارت، جورج بارنز، لس بول وكذلك جيري ريد. وقد أكسبه أسلوبه المميز في العزف المعجبين داخل وخارج عالم موسيقى الكانتري في الولايات المتحدة والعالم. قضى أتكينز معظم حياته المهنية داخل شركة آر سي أيه فيكتور وأنتج اسطوانات لفريق براونز، هانك سنو، بورتر واغونر، نورما جين، دوللي بارتون، دوتي ويست، بيري كومو، إلفيس بريسلي، الإخوة إيفيرلي، إدي أرنولد، دون غيبسون، جيم ريفز، جيري ريد، سكيتر ديفيس، وايلون جيننغز وغيرهم الكثير.
تلقى أتكينز العديد من التكريمات، منها 14 جائزة غرامي وكذلك جائزة غرامي عن إنجازات حياته، تسعة جوائز لعازف السنة من جمعية موسيقى الريف، وأدخل اسمه في الصالة الفخرية للروك آند رول، وقاعة مشاهير ومتحف موسيقى الريف وقاعة مشاهير ومتحف الموسيقيين.

## السيرة الذاتية

### الطفولة والحياة المبكرة
ولد أتكينز في 20 يونيو 1924، في لوتريل، تينيسي، بالقرب من كلينش ماونتن. تطلق والداه عندما كان بعمر السادسة، وبعد ذلك ربته أمه. وكان الأصغر بين ثلاثة أولاد وفتاة. تعلم في البداية العزف على اليوكيليلي، وبعدها انتقل إلى الكمان، ثم تبادل مع شقيقه لويل بمسدس قديم وقام له بعض الأعمال مقابل غيتار عندما كان في التاسعة. وذكر في كتابه سيرته الذاتية عام 1974، «كنا فقراء جدا والجميع حولنا كانت فقراء لدرجة أن عقد الأربعينات حل قبل أي يعرف أي منا أن هناك كسادا». اضطر للانتقال إلى فورستون، جورجيا ليعيش مع والده بسبب الربو الذي كان يعاني منه، وكان أتكينز فتى حساسا ومريضا فجعل الموسيقى هوسه. أجبره مرضه على النوم على كرسي مستقيم الظهر لتنفس بشكل مريح. في تلك الليالي، كان يعزف على غيتاره حتى ينام وهو يحمله، وهي عادة استمرت معه في حياته. خلال فترة معيشته في فورستون، كان أتكينز يدرس في مدرسة ماونتن هيل التاريخية. وعاد في التسعينات ليقدم سلسلة من الحفلات الخيرية لإنقاذ المدرسة من الهدم. رويت قصص عن تشيت الصغير، منها أنه عندما يزورهم صديق أو قريب ويعزف على الإيتار، فإن تشيت يضع أذنه على مقربة من الآلة بحيث يصعب على ذلك الشخص العزف.
أصبح أتكينز بارعا بعزف الجيتار عندما كان في المدرسة الثانوية. وكان يستخدم حمام المدرسة ليتدرب لأن المكان يمنح الإيتار صدى أفضل. وكان الإيتار به مسمار بدل العقلة وكان منحنيا لدرجة أنه أمكن فقط استخدام الحنق القليلة الأولى. واشترى لاحقا غيتار كهربائي شبه صوتي ومضخم صوت، ولكن كان عليه أن يسافر عدة أميال ليجد مقبسا كهربائيا بما أن منزله ليست به كهرباء.
لم يكوّن أتكينز أسلوبه الخاص حتى عام 1939 عندما كان يعيش في جورجيا وسمع ميرل ترافيس يعزف على الراديو على محطة WLW. وهو ما شكّل أسلوبه الفريد في العزف. في حين وظف ترافيس يده اليمنى باستخدام السبابة للحن والإبهام للنغمات الجهورية، وسع أتكينز أسلوبه ليشمل اختيار أصابعه الثلاث الأولى، ويستخدم الإبهام للنغمات الجهيرة.

### مهنة موسيقية في وقت مبكر
ترك أتكينز المدرسة الثانوية في عام 1942، وحصل على وظيفة في إذاعة WNOX-AM في نوكسفيل. هناك وعزف الكمان والإيتار مع المغني بيل كارلايل والكوميدي أرشي كامبل كما أصبح عضوا في فريقة ديكسي لاند سوينغسترز، وهي فرقة سوينغ صغيرة. انتقل بعد ثلاث سنوات إلى محطة WLW-AM في مدينة سينسيناتي، حيث كان ميرل ترافيس يعمل سابقا.
بعد ستة أشهر انتقل إلى رالي وعمل مع فريق جوني وجاك قبل أن يتوجه إلى ريتشموند، فرجينيا، حيث كان يعزف مع صنشاين سو ركمان. كانت شخصيته الخجولة حاجزا ضده، كما أن أسلوبه المتطور جعل العديد يشك أنه «ريفي». أقيل أتكينز في عدة مرات ولكن سرعان حصل على وظيفة أخرى في محطة إذاعية أخرى بسبب مهاراته الفريدة في العزف. تزوج أتكينز من ليونا جونسون، وهي توأم لويس جونسون زوجة جيثرو بيرنز من فريق هومر وجيثرو، غنت الأختان باسم لافيرن وفيرن جونسون أو الأخوات جونسون. عاشت ليونا أتكينز ثمان سنوات بعد زوجها، وماتت عام 2009 في عمر 85 عاما.
سافر أتكينز إلى شيكاغو، وقدم اختبارا أمام ريد فولي الذي أراد مغادرة مركزه الرئيسي في برنامج ناشيونال بارن دانس على محطة WLS-AM لينضم إلى غراند أول أوبري. قدم أتكينز ظهوره الأول في غراند أول أوبري في عام 1946 كعضو في فرقة فولي. كما سجل أغنية منفردة لصالح شركة بوليت ريكوردز في ناشفيل في تلك السنة. وكانت لديه فقرة عزف منفرد على غراند أول أوبري، ولكنها حذفت لاحقا، فانتقل أتكينز إلى محطة KWTO في سبرينغفيلد بولاية ميزوري. ورغم الدعم الذي قدمه له المدير ساي سيمان، فسرعان ما تمت إقالته لأنه "ليس ريفيا بما يكفي”.

### التوقيع مع آر سي إيه فيكتور
كان أتكينز يعزف مع فرقة غربية في دنفر، كولورادو، فأثار انتباه آر سي إيه فيكتور. كان سيمان يحث المنتج ستيف شولز على التوقيع مع أتكينز، إذ أن أسلوبه بدأ يشهد رواجا مفاجئا بالأخص مع نجاح أغاني ميرل ترافيس. قام شولز بتتبع أتكينز في دنفر.
سجل أتكينز أول أغانيه مع آر سي إيه فيكتور في شيكاغو عام 1947. لم يحالفه الحظ في المبيعات. وشغل بعض الأعمال في استوديو آر سي إيه ذلك العام وقبل أن ينتقل إلى نوكسفيل مرة أخرى حيث عمل مع هومر وجيثرو على محطة WNOX على برنامج تينيسي بارن دانس في مساء السبت وبرنامج ميداي ميري غو راوند.
في عام 1949 غادر WNOX لينضم إلى جون كارتر مع الأم مايبيل والأخوات كارتر مرة أخرى على KWTO. وسرعان ما جذب عمله انتباه غراند أول أوبري. انتقلت الفرقة إلى ناشفيل في منتصف الخمسينات. بدأ أتكينز العمل على جلسات التسجيل، والعزف على محطة WSM-AM وأوبري. أصبح أتكينز عضوا في أوبري في الخمسينات.
في حين أنه لم يحقق نجاحا يذكر على آر سي إيه فيكتور فقد كان نجمه في ارتفاع. بدأ بمساعدة شولز كمدير للجلسات وذلك عندما يحتاج شولز في نيويورك إلى مساعدة في تنظيم جلسات التسجيل في ناشفيل. كان أولى أغاني أتكينز الناجحة هي «مستر ساندمان»، وتلتها «سيلفر بيل»، حيث قدم ثنائيا مع هانك سنو. كما حققت ألبوماته شعبية كبيرة، وظهر في برنامج إدي أرنولد خلال صيف 1956؛ وكذلك برنامج كانتري ميوزيك جوبيلي عام 1957 و1958 (سمي حينها جوبيلي يو إس أيه).

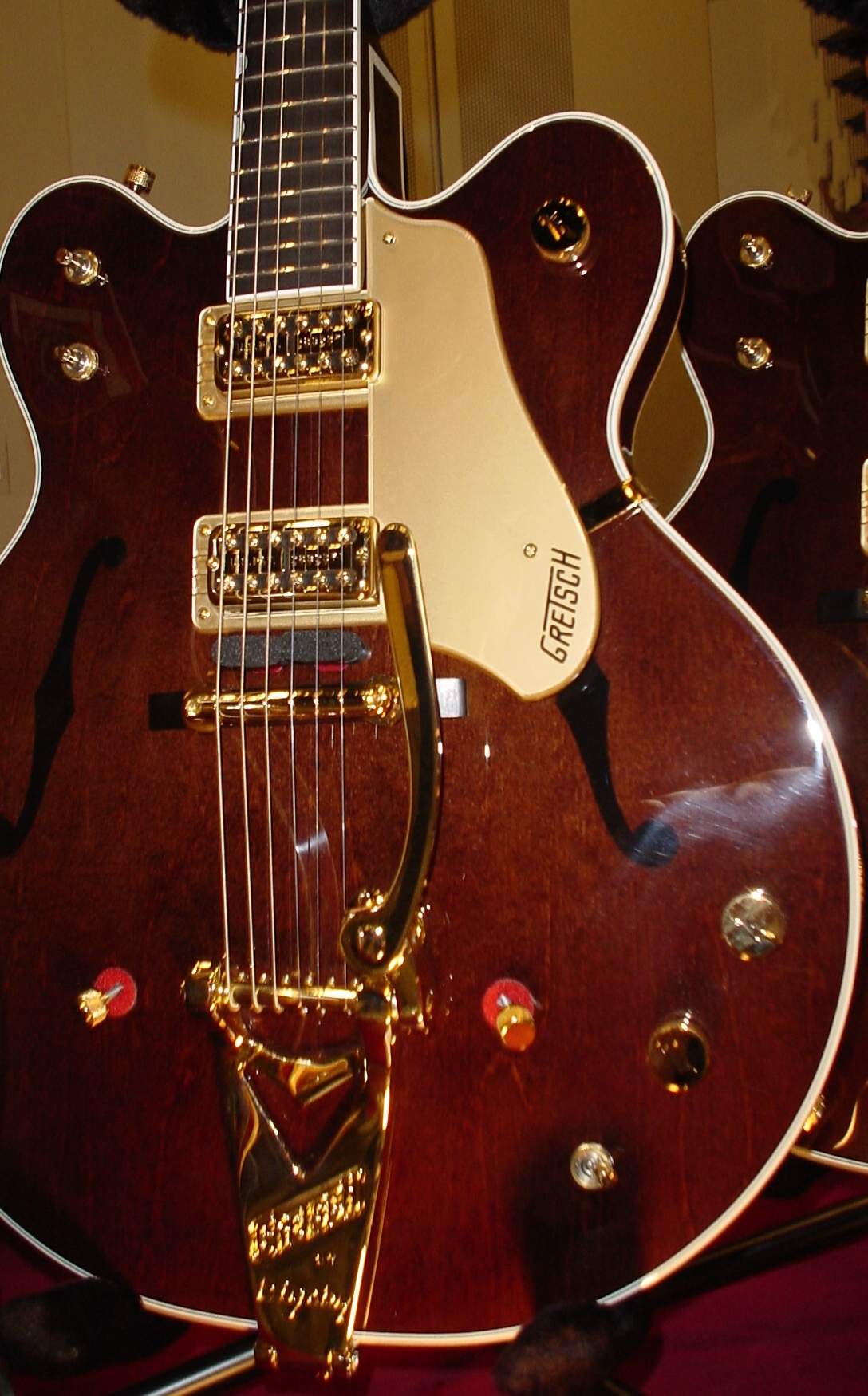
غيتار أتكينز موديل model G6122-1962

بالإضافة إلى التسجيل، كان أتكينز استشاري تصميم لشركة جريتش للغيتارات، التي صنعت نموذج شيت أتكينز الشهير للغيتارات الكهربائية بين عامي 1955-1980. أصبح أتكينز مدير استوديو آر سي أيه فيكتور في ناشفيل، وأشرف على بناء ستوديو آر سي إيه بي، أول أستوديو بني خصيصا لغرض التسجيل على ما عرف ألآن باسم رصيف الموسيقى.

### المؤدي والمنتج
تولى شولز إنتاج موسيقى البوب في عام 1957، وذلك بعد أن حقق النجاح مع ألفيس بريسلي، فجعل أتكينز المسؤول عن قسم ناشفيل من آر سي أيه فيكتور. كانت مبيعات موسيقى الكانتري تتراجع أمام موسيقى الروك أند رول، فاقتدى أتكينز وبوب فيرغسون بنصيحة أوين برادلي وتخلوا الكمان والإيتار الفولاذي كوسيلة لزيادة شعبية مغني الكانتري لدى معجبي موسيقى البوب. أنتج هذا ما عرف باسم موسيقى ناشفيل والتي قال عنها أتكينز أنها تسمية أطلقتها وسائل الإعلام وتتعلق بأسلوب التسجيل الموجود في تلك الفترة ليحافظوا على موسيقى الكانتري (وكذلك وظائفهم) حية.
استعان أتكينز بفريق جوردانيرز على أغاني جيم ريفز مثل «فور وولز» و«هيل هاف تو غو»  وأغاني دون غيبسون «أوه لونسوم مي» و«بلو بلو داي». نجحت هذه الظاهرة بين جمهور البوب وازدادت شعبيتها. فوضع هذا الأمر المنتجين في وضع القيادة، حيث يوجهون اختيار الفنان للمواد والخلفيات الموسيقية.
سجل أتكينز اسطواناته الخاصة، وعادة ما أدخل فيها إيقاعات البوب والجاز، ويقوم أحيانا بتسجيل الإيقاع في الاستوديو ولكنه يضيف أجزاء منفردة في المنزل، ويصقل التسجيل حتى يرضى عن النتيجة. أعجب عازفو الإيتار من مختلف التيارات بألبوماته لأفكارها الموسيقية الفريدة، وأحيانا لتجاربها الإلكترونية. في هذه الفترة أصبح يعرف عالميا باسم «مستر غيتار»، وهو ما ألهم ألبومه بهذا الاسم والذي أشرف عليه كل من بوب فيريس وبيل بورتر.
في نهاية مارس 1959، تولى بيل بورتر منصب كبير المهندسين في استوديو آر سي أيه ناشفيل، وفي المساحة التي تعرف الآن باسم «ستوديو بي». ساعد بورتر أتكينز في الحصول على صوت صدى أفضل عن طريق جهاز مؤثرات ألماني. عثر بورتر على مشاكل في صوتيات الاستوديو، وابتكر مجموعة من المشتتات الصوتية لتتدلى من السقف، ثم يختار موقع الميكروفون على أساس رنة الموقع. تحسن صوت التسجيلات بشكل ملحوظ، وحقق الاستوديو سلسلة من النجاحات. وفي السنوات اللاحقة، سأل برادلي كيف أوجد أتكينز هذا الصوت الفريد فرد عليه «كان من صنع بورتر». ووصف بورتر أتكينز بأنه يحترم الموسيقيين خلال التسجيل-إذا خرج أحدهم عن اللحن فلا يسميه بالاسم. بل يقول شيئا مثل: «لدينا مشكلة في التسجيل ... على الجميع الكشف عما يحدث.»  وإذا لم ينجح الأمر، يطلب أتكينز من بورتر أن يخفض صوت العازف المخالف في المزيج. عندما غادر بورتر استوديو آر سي أيه في أواخر عام 1964، وقال أتكينز عنه «لم يكن الصوت نفسه أبدا، لم يكن بنفس القوة».
وقد طور هذا الأسلوب من الاستماع إلى موسيقى ميرل ترافيس على الراديو. وكان أتكينز على يقين لا يمكن لأحد أن يعزف بهذه الطريقة فقط مع الإبهام والسبابة (والتي كانت طريقة عزف ترافيس) وكان يفترض أن الأمر يتطلب الإبهام وإصبعين آخرين.
كان أتكينز يستمتع بالعزف مع زملائه الموسيقيين وطلب منه العزف في مهرجان الجاز في نيوبورت عام 1960. إلا أن فقرته ألغيت بسبب أعمال الشغب، وأصدر تسجيلا حيا من مجموعة (بعد الشغب في نيوبورت). تلقى أتكينز دعوات للعزف في البيت الابيض من جون كينيدي وحتى جورج بوش الأب. كان أتكينز عضوا في فرقة المليون دولار خلال الثمانينات.
أصبح أتكينز نائب رئيس قسم الكانتري في آر سي أيه، وذلك قبل وفاة معلمه شولز في عام 1968. ذكر أتكينز في لقاء مع مجلة ناين أو ون عام 1987 أنه «يشعر بالخجل» من ترقيته: «أردت أن أكون معروفا كعازف غيتار، وأنا أعلم أيضا أنهم يعطونك ألقاب مثل هذه بدل المال، فاحذروا عندما يريدون أن يجعلوك نائب الرئيس». وكان قد جلب فنانين مثل وايلون جيننغز، ويلي نيلسون، كوني سميث، بوبي بير، دوللي بارتون، جيري ريد، جون هارتفورد إلى الشركة في الستينات وألهم وساعد العديدين غيرهم. كما قام بمخاطرة كبيرة في منتصف الستينات، في خضم حركة الحقوق المدنية والعنف في الجنوب عندما وقع مع مغني الريف الأسود تشارلي برايد.
أهم إصدارات أتكينز نفسه جاءت عام 1965، مع مقطوعة «ياكيتي أكس»، وهي اقتباس لمقطوعة «ياكيتي ساكس» لصديقه عازف الساكسفون بوتس راندولف. ونادرا ما كان يؤدي في تلك الأيام، وقام لاحقا بتوظيف منتجين آخرين مثل بوب فيرغسون وفيلتون جارفيس لتخفيف عبء العمل عنه.

### مسيرته اللاحقة
خلال السبعينات زاد ضغط العمل التنفيذي على أتكينز. حيث أنتج اسطوانات أقل ولكنه ظل ينتج الأغاني الناجحة مثل أغنية بيري كومو بعنوان And I Still Love You عام 1973. وسجل عدة اسطوانات مع صديقه وزميله العازف جيري ريد، الذي كان فنانا ناجحا بنفسه. تم تشخيصه عام 1973 بسرطان القولون، ما جعل أتكينز يعيد تكوين موقعه في آر سي أيه، حيث سمح للآخرين بتولي مهام الإدارة في حين عاد هو إلى الإيتار، وكان يسجل الأسطوانات مع ريد أو صهره جيثرو بيرنز من فريق هومر وجيثرو، وذلك بعد وفاة هومر عام 1971.
وبحلول أواخر السبعينات، قررت آر سي أيه إقالة أتكينز من مهامه الإنتاجي واستبدلته بأشخاص أصغر سنا. وقال أنه كان يحس بالاختناق لأن الشركة لم تسمح له بالتفرع إلى موسيقى الجاز. تعاون لاحقا مع العازف ليس بول الذي كان أحد من ألهموه، وأنتج الاثنان ألبوم بعنوان “تشيستر أند ليستر"، وكان أحد أنجح ألبومات أتكينز خلال مسيرته. وفي الوقت نفسه لم يعد راضيا بإدارة شركة جريتش للغيتارات (لم تعد مملوكة لعائلة غريتش) وسحب ترخيصه باستخدام اسمه لدى الشركة وبدأ بتصميم الغيتارات مع شركة غيبسون. أنهى أتكينز شراكته مع آر سي أيه والتي استمرت 35 عاما وذلك في عام 1982، ووقع عقدا مع شركة كولومبيا، وأنتج ألبومه الأول على الشركة عام 1983.
كان أتكينز من عشاق الجاز، وغالبا ما انتقد في مسيرته من قبل موسيقيي الكانتري بسبب تأثره بموسيقى الجاز. وذكر أيضا في عدة مناسبات أنه لم يكن يحب أن يسمى «عازف جيتار ريفي»، مشددا على أنه كان عازف جيتار فقط. رغم أنه يعزف “بسمع الأذن، وكان مرتجلا بارعا، فقد كان قادرا على قراءة الموسيقى وحتى تنفيذ بعض قطع الإيتار الكلاسيكية.
عاد أتكينز إلى جذوره الريفية بتسجيله ألبومات مع مارك نوفلر وجيري ريد. وقد ذكر نوبفلر كثيرا أن أتكينز كان من أهم من أثروا عليه. كما تعاون أتكينز أيضا مع عازف الإيتار الأسترالي تومي ايمانويل. على أن يطلب منه تسمية أهم عشرة عازفي جيتار مؤثرين في القرن العشرين، وضع جانغو راينهارت في المركز الأول، كما وضع نفسه على القائمة.
عاد أتكينز لاحقا إلى الراديو، وظهر في البرنامج الإذاعي بريري هوم كومبانيون مع مقدمه غاريسون كيلور، على أميريكان بابليك ميديا، وحتى يعزف الكمان من حين لآخر.

## الموت والتراث
تلقى أتكينز العديد من الجوائز، بما في ذلك 14 جائزة غرامي وتسعة جوائز جمعية موسيقى الكانتري عن جائزة عازف السنة. وفي عام 1993 تم تكريمه بجائزة غرامي عن إنجازات حياته. كما منحته مجلة بيلبورد جائزة القرن، «أعلى تكريم لإنجازه الإبداعي المتميز» في ديسمبر 1997.
استمر أتكينز بالعزف حتى التسعينات، ولكن حالته الصحية تدهورت بعد تشخيصه بالسرطان مرة أخرى عام 1996. توفي في 30 يونيو 2001، في منزله في ناشفيل بعد عشرة أيام من عيد ميلاده السابع والسبعين. وعقد تكريم له في صالة رايمان في ناشفيل.
دفن أتكينز في مدافن هاربث هيلز في ناشفيل.
تمت تسمية امتداد الطريق السريع 185 في جنوب غرب جورجيا (بين لاغرانغ وكولومبوس) باسم «تشيت أتكينز باركواي». ويمر هذا الامتداد عبر فورستون، جورجيا حيث قضى أتكينز معظم طفولته.
في عام 2002، أدخل أتكينز بعد وفاته إلى الصالة الفخرية للروك آند رول. وقدم الجائزة مارتي ستيوارت وبريان سيتزر وقبلها جوناثان راسل حفيد أتكينز. في العام التالي، تم وضعه في المرتبة 28 في استبيان محطة CMT عن أعظم 40 رجلا في موسيقى الكانتري.
من أهم من أثر عليهم أتكينز كان عازف جيتار الجاز إيرل كلوغ الذي أعجب بأتكينز شاهده وهو يعزف الجيتار على برنامج بيري كومو. وبالمثل كان له تأثير كبير على دويل دايكس. كما ألهم دريكسل جونز وتومي ايمانويل.
تستخدم أغنية شيت "جام مان” حاليا في الإعلانات التجارية لشركة إيشورانس.
في عام 1967، تم إنتاج أغنية تكريمية بعنوان «لحن شيت» Chet's Tune في عيد ميلاده، مع مساهمات من عدة فنانين من آر سي أيه فيكتور مثل إدي أرنولد، كوني سميث، جيري ريد، ويلي نيلسون، هانك سنو، وغيرهم. والأغنية من كلمات كاتب الأغاني والملحن ساي كوبن، وهو صديق أتكينز. وصلت الأغنية إلى المركز 38 على قائمة بيلبورد لأغاني الكانتري.
في عام 2009، أصدر ستيف وارينر ألبوم بعنوان "تحيتي لتشيت أتكينز” My Tribute to Chet Atkins. إحدى الأغاني، وتدعى "بروديوسرز ميدلي"، يمزج فيها وارينر بين العديد من الأغاني الشهيرة التي أداها تشيت أتكينز أو أنتجها. في عام 2010، فازت مقطوعة "بروديوسرز ميدلي" بجائزة غرامي لأفضل مقطوعة كانتري.
في نوفمبر 2011، وضعت مجلة رولينج ستون أتكينز في المرتبة 21 على لائحة أعظم مائة عازف جيتار في كل العصور.

## جوائز الموسيقى
جمعية موسيقى الكانتري
ربح أتكينز جائزة عازف السنة من جمعية موسيقى الكانتري، وكان هذا في تسع مناسبات: 1967، 1968، 1969، 1981، 1982، 1983، 1984، 1985، 1988.
قاعة ومتحف مشاهير موسيقى الريف
أدخل أتكينز عام 1973.
جوائز غرامي
- جائزة غرامي لأفضل عزف في موسيقى الكانتري (1971) مع جيري ريد - “مي أند جيري”
- أفضل عازف كانتري (1971) عن أغنية “سنوبيرد”
- أفضل عازف كانتري (1975) مع ميرل ترافيس
- أفضل عازف كانتري (1976) عن ألبوم “ذا إنترتينر”
- أفضل عازف كانتري (1977) مع ليس بول عن ألبوم “ليستر أند تشيستر”
- أفضل عازف كانتري (1982) عن ألبوم “كانتري أفتر أول ذيس ييرز”
- أفضل عازف كانتري (1986) مع مارك نوبفلر عن ألبوم “كوزميك سكوير دانس”
- أفضل عازف كانتري (1991) مع مارك نوبفلر عن أغنية “سو سوفت يور غودباي”
- أفضل تعاون صوتي في موسيقى الكانتري (1991) مع مارك نوبفلر عن أغنية “بور بوي بلوز”
- أفضل عازف كانتري (1993) مع جيري ريد عن أغنية “سنيكينغ أراوند”
- جائزة إنجازات الحياة (1993)
- أفضل عازف كانتري (1994)مع فرقة أسليب أون ذا ويل، إلدون شامبلين، جوني غيمبل، مارتي ستيوارت، روبن غوسفيلد، فينس غيل، عن ألبوم “ريد وينغ“
- أفضل عازف كانتري (1995) عن أغنية “يونغ ثينغ”
- أفضل عازف كانتري (1997) عن أغنية جام مان

الصالة الفخرية للروك آند رول
- أدخل في قاعة المشاهير عام 2002

## قراءات أخرى
- Kienzle, Rich (1998). "Chet Atkins". In The Encyclopedia of Country Music. Paul Kingsbury, Editor. New York: Oxford University Press. pp. 26–7.

## وصلات خارجية
- Chet Atkins at the Country Music Hall of Fame
- Allmusic entry for Chet Atkins
- Bob Moore's A-Team Musicians Website
- تشيت أتكينز على موقع IMDb (الإنجليزية)
- تشيت أتكينز على موقع الموسوعة البريطانية (الإنجليزية)
- تشيت أتكينز على موقع ألو سيني (الفرنسية)
- تشيت أتكينز على موقع ميوزك برينز (الإنجليزية)
- تشيت أتكينز على موقع رولينغ ستون (الإنجليزية)
- تشيت أتكينز على موقع أول موفي (الإنجليزية)
- تشيت أتكينز على موقع قاعدة بيانات الأفلام السويدية (السويدية)
- تشيت أتكينز على موقع إن إن دي بي (الإنجليزية)
- تشيت أتكينز على موقع أول ميوزيك (الإنجليزية)
- تشيت أتكينز على موقع ديسكوغز (الإنجليزية)